# Dinocephaloides ochreomaculatus
Dinocephaloides ochreomaculatus là một loài bọ cánh cứng trong họ Cerambycidae.